# カムズ・アカデミー
カムズ・アカデミー（Kamuzu Academy）は、マラウイの初代大統領であるヘイスティングズ・カムズ・バンダが設立したボーディングスクールである。"アフリカのイートン・カレッジ"を目標として創立された。なお、カムズ・アカデミーの名はカムズ・バンダ大統領の名前から付けられたものである。

## 歴史
1981年11月に、バンダ大統領の出身県であるカスング県のムトゥンタマ（Mtunthama）に設立された。ムトゥンタマは、マラウイの首都であるリロングウェから北に150キロの場所に位置している。教育対象となる年齢は11歳から18歳までで、開校当初の生徒数は300人であった。
バンダ大統領が実権を握っていた期間には、この学校はマラウイ全土から優秀な学生を初等教育修了試験により選抜し、各県で最も優秀な生徒4人のみを入学させていた。生まれてから一度も電気設備を見たことが無く、ましてや都会での生活など思いもよらなかった地方出身の生徒にとって、カムズ・アカデミーでの生活は全くの新天地であったという。加えて、制服や寝具、靴、靴下、教科書、実験機材、絵の具、体操服などの必要品は国費で賄われていたため全て無料であった。
なお、近年になってこの学校は私立校へと変わったため、上記のような入試選抜やサービスは現在行われていない。 

## 教育課程

### 講義科目
ラテン語とギリシャ語が必修である。その他の科目として、芸術学、生物学、経営学、化学、経済学、英語、フランス語、地理学、数学、音楽、物理学、二重資格の科学（Double award science：物理、化学、生物などの理科科目から二科目以上を選択し、成績の良かった2科目の点数を採用できる形式の科目単位）がある。

### 教職員
2008年時点では58人の教職員がおり、うち14人がイギリス出身、44人がマラウイ出身である。
現在の校長は、イギリスのマンチェスター生まれで大英帝国勲章のMBE受勲者のフランシス・クック（Francis Cooke）である。クックは歴史学の教師として1982年に着任し、1997年に校長へ就任した。

## 施設
以下に、カムズ・アカデミーに設置されている施設について記す。
学術施設としては、アメリカ合衆国ワシントンD.C.のアメリカ議会図書館をモデルとした図書館、講堂、科学実験室、音楽室、美術室、家庭科室、コンピュータ室などが置かれている。また、運動施設としては、33メートルのスイミングプール、10ホールのゴルフコース、立派な観覧席の付いた陸上競技用の屋外円形競技場、テニスコート、スカッシュコート、屋外バスケットボールコート、屋外バレーボールコートなどがある。

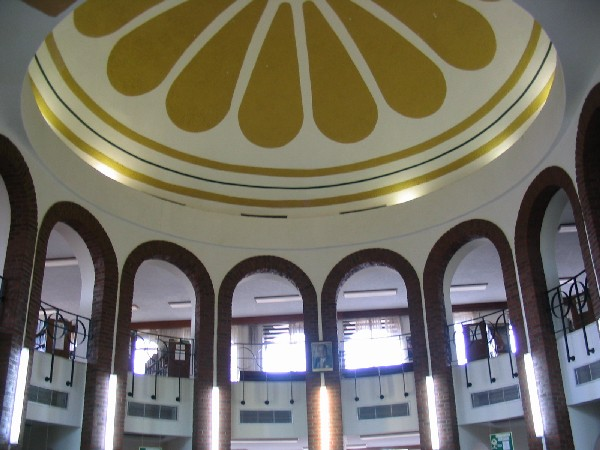
天井の内装

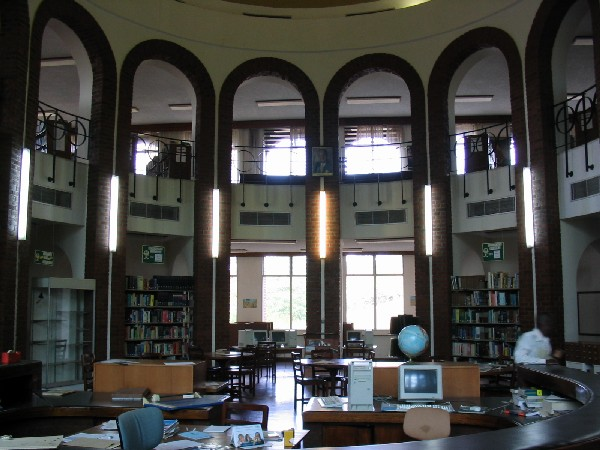
図書館内の様子